# Edgard Leuenroth
Edgard Leuenroth (né le 31 octobre 1881 à Mogi Mirim - mort le 28 septembre 1968 à São Paulo) est un journaliste, éditeur et écrivain libertaire et anticlérical brésilien, notoire pour avoir suivi les premiers mouvements sociaux du pays, en particulier ceux des communistes, socialistes et anarchistes.

## Biographie

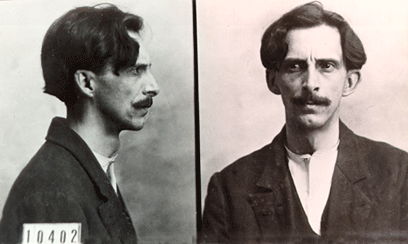
Photos anthropométriques, 1917.

Leuenroth est né dans la ville de Mogi Mirim, dans l'État de São Paulo, au Brésil, d'immigrants venus d'Allemagne. Il déménage avec sa mère à l'âge de cinq ans et s'installe à São Paulo.
En entrant dans la vie active, Edgard Leuenroth s'intéresse au socialisme et aux revendications des travailleurs. Après avoir intégré le mouvement anarchiste, il y reste un actif jusqu'à sa mort.
Edgard Leuenroth publie dans de nombreux journaux, tels que O Boi (Le bœuf), O Trabalhador Gráfico (Le travail graphique), A Lucta Proletaria (La lutte prolétarienne), Ação Direta (Action directe), Spartacus, A Plebe (La foule), O Combate (le combat), A Voz do Povo (La voix du peuple). A Plebe eut un impact très fort sur la classe ouvrière des États de São Paulo et Rio de Janeiro.

### Pédagogue libertaire
Le 13 mai 1912, à São Paulo, avec Neno Vasco, Oreste Ristori et Gigi Damiani, il est parmi les fondateurs d'une École Moderne fonctionnant sur le principe de l'enseignement rationaliste préconisé par le pédagogue libertaire espagnol Francisco Ferrer.

### Syndicaliste révolutionnaire

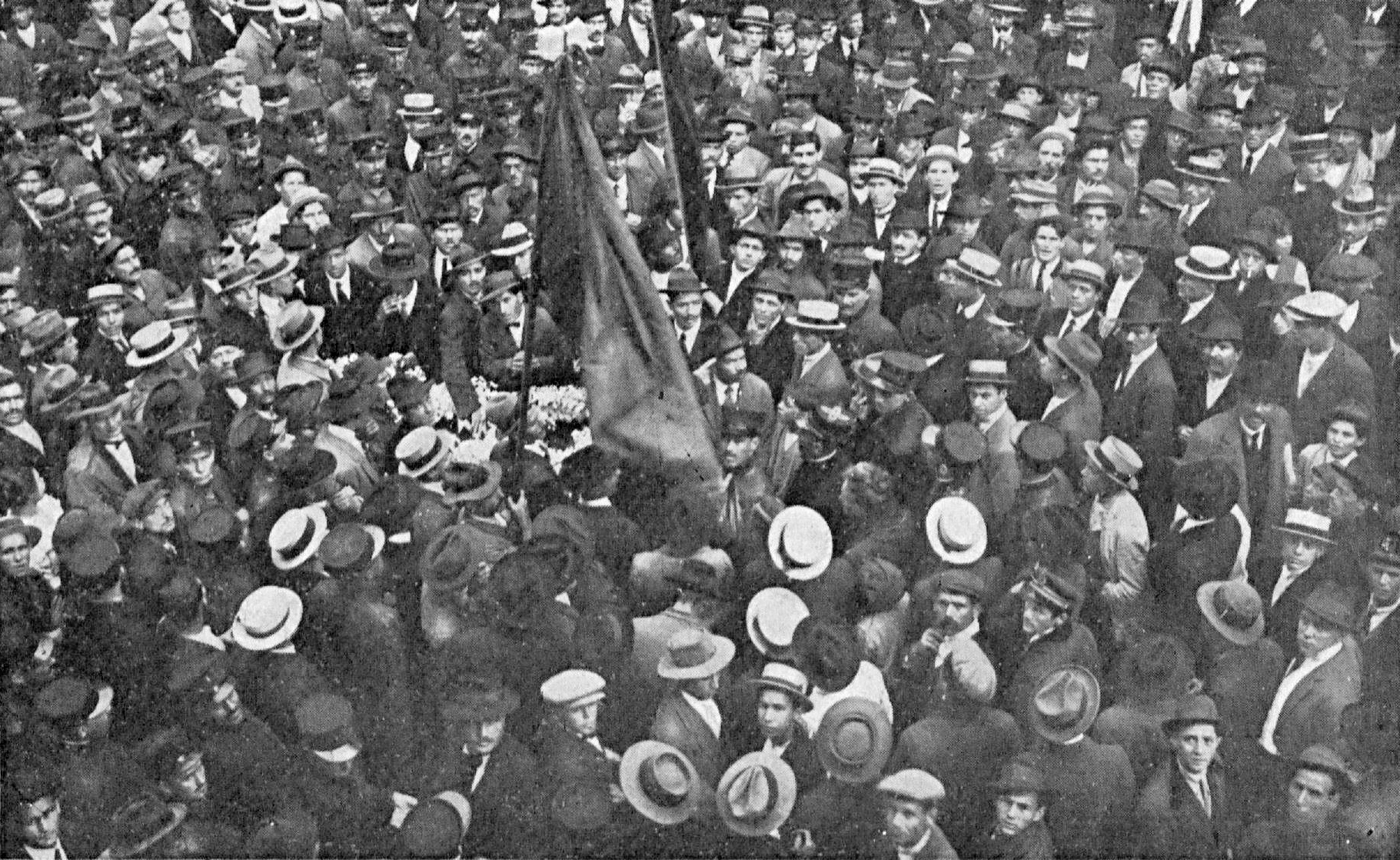
Les funérailles de José Martinez le 11 juillet 1917.

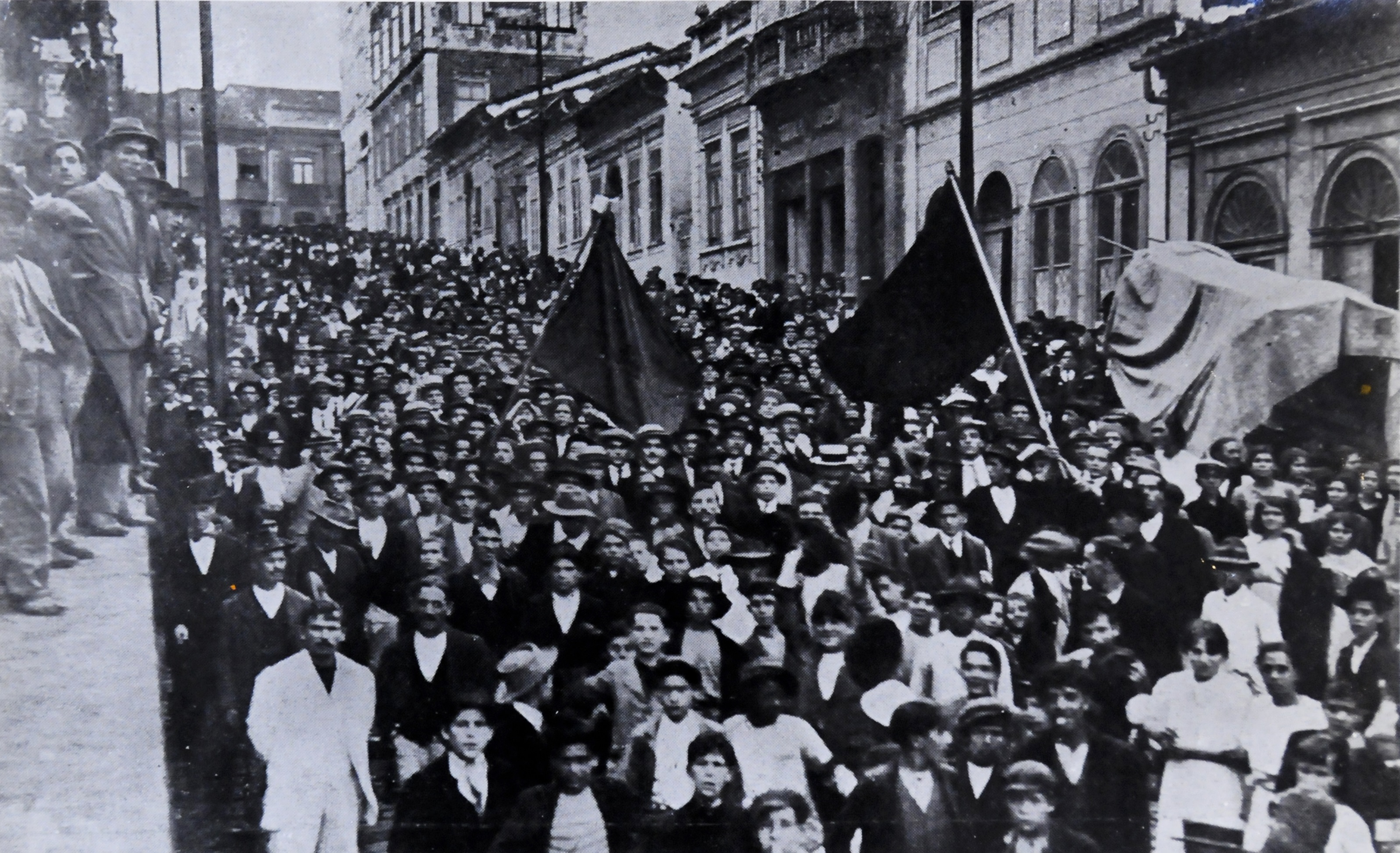
Manifestation ouvrière avec drapeau noir à São Paulo lors de la grève générale de 1917.

Le 13 juillet 1917, à São Paulo, la mort du cordonnier anarchiste Antonio Martinez, tué par la police le 9 juillet lors d'une manifestation de grévistes de l'industrie textile, provoque une grève générale de trois jours. Les transports sont paralysés et de nombreux pillages ont lieu malgré une importante répression. Ce 13 juillet, un Comité de défense prolétaire composé de six personnes dont les anarchistes Edgard Leuenroth et Gigi Damiani, présentent les revendications des travailleurs pour de meilleures conditions de travail. Elles sont en partie satisfaites.
En 1933, avec Pedro Catallo et Rodolfo Felipe, il est parmi les fondateurs du Centre de culture sociale de Sao Paulo.

### Arquivo Edgard Leuenroth
Après sa mort, la famille de Leuenroth fait don de sa vaste collection de médias  (extraits de journaux, articles, photographies, etc.) à l'Université d'État de Campinas qui a organisé la Arquivo Edgard Leuenroth (en), qui est l'une des sources les plus importantes sur les mouvements sociaux du XXe siècle au Brésil.

## Notices
- Notices d'autorité :   - VIAF
  - ISNI
  - LCCN
  - GND
  - Pays-Bas
  - Portugal
  - Brésil
  - WorldCat
- Centre International de Recherches sur l'Anarchisme (Lausanne) : notice bibliographique.
- (en) Anarchist Encyclopedia : notice biographique.
- (en) Libcom : notice biographique.
- (en) Kate Sharpley Library : notice biographique.